# Habropoda annae
Habropoda annae is een vliesvleugelig insect uit de familie bijen en hommels (Apidae). De wetenschappelijke naam van de soort is voor het eerst geldig gepubliceerd in 2001 door Schwarz & Gusenleitner.